# Kaiserin-Elisabeth-Brücke (Tetschen)

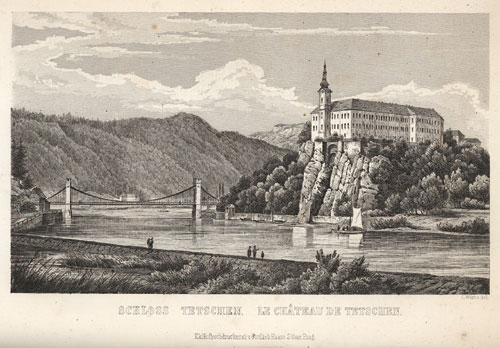
Die Kettenbrücke kurz nach ihrer Fertigstellung

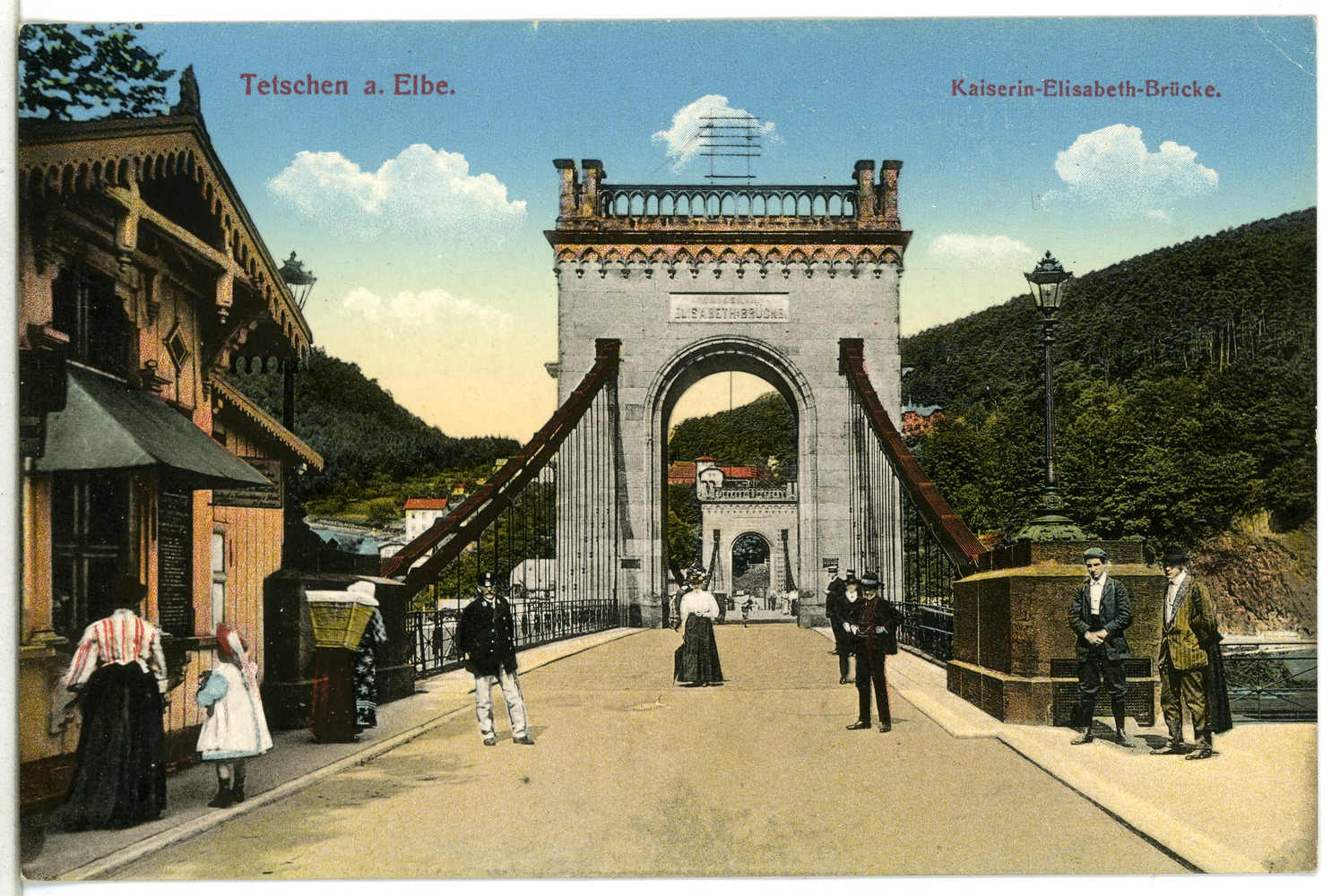
Kaiserin-Elisabeth-Brücke (1910)

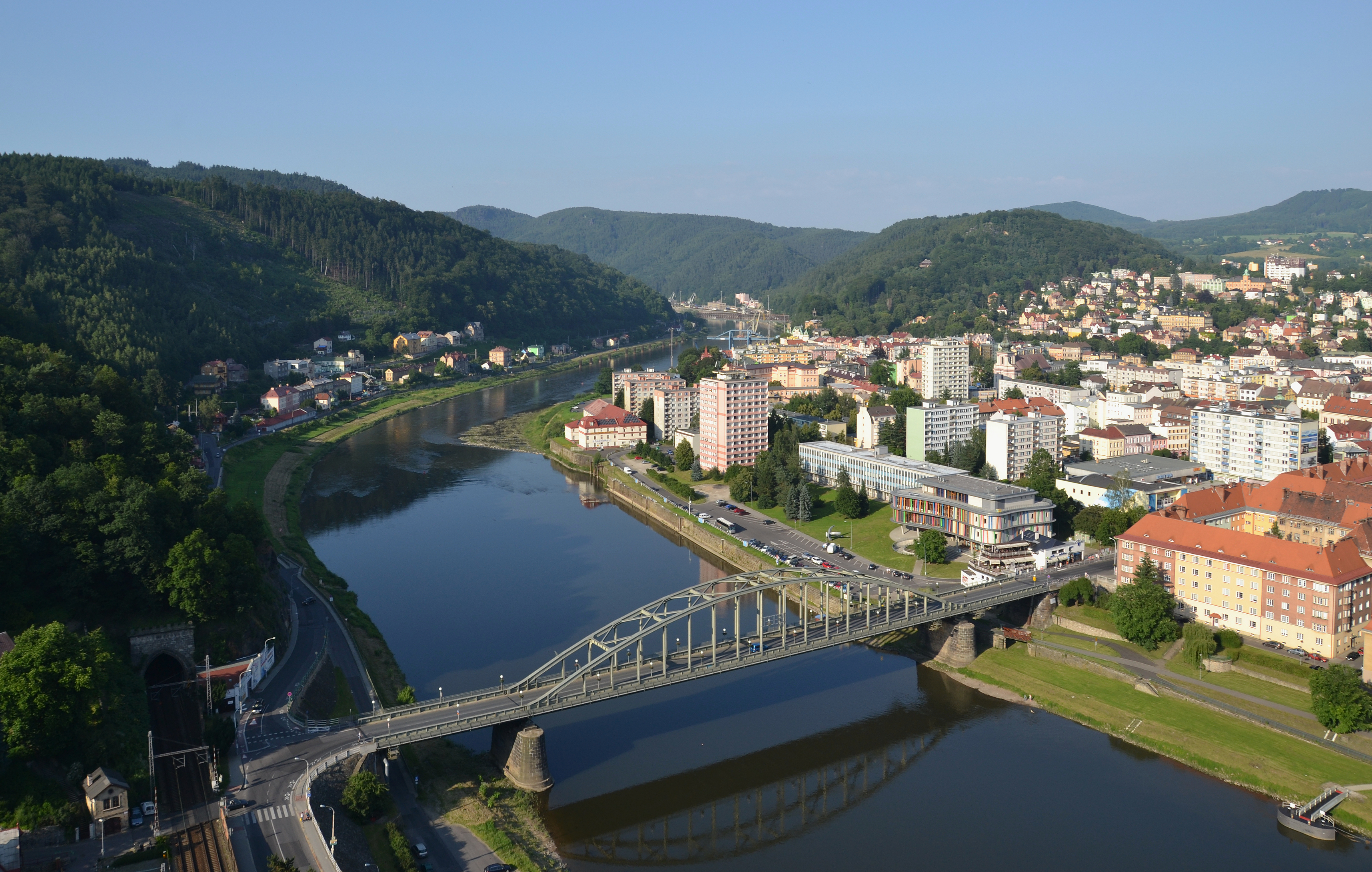
Die 1933 als Nachfolgerbau errichtete Tyrš-Brücke

Die Kaiserin-Elisabeth-Brücke, auch Kaiserin-Elisabeth-Kettenbrücke, war eine Kettenbrücke über die Elbe im nördlichen Böhmen. Die Brücke verband die Stadt Tetschen (Děčín) auf dem östlichen Elbufer mit dem linksseitigen Bodenbach.

## Technische Daten
Die Brücke war 235 Meter lang und 8,5 Meter breit. Sie wurde von der Firma Schertz aus Pirna nach Plänen des Ingenieurs Werner gebaut. Werner wandelte hierfür ein Projekt von Josef Schnirch (1802–1877), Bruder des Brückenbauers Friedrich Schnirch, ab.

## Geschichte
Die Brücke wurde 1855 errichtet und galt als eine der schönsten und größten Brücken in Böhmen. Benannt wurde sie nach Elisabeth von Österreich-Ungarn, die 1854 Kaiserin von Österreich geworden war. Die Brücke soll der Legende nach in dem Moment eingeweiht worden, in der sie sie überquerte, um nach Wien zu fahren, wo sie 1854 Kaiser Franz-Josef heiratete. Die Brücke war die einzige Kettenbrücke der bestehenden Brücken über die Elbe.
Am 8. Juli 1915 entstand auf der Brücke ein Feuer, das die Holzbohlen der Hängebrücke zwischen den an beiden Elbufern stehenden Steinpfeilern zum größten Teil vernichtete. Die Brücke konnte fortan nicht mehr benutzt werden, was sich sehr nachteilig auf die Verkehrslage in Tetschen und Bodenbach auswirkte. Erst nach einigen Monaten erfolgte der Wiederaufbau.
Am 1. Juli 1917 übernahm der österreichische Staat die Kettenbrücke von der Stadt Tetschen und verpflichtete sich, die damaligen Aktionäre der Kettenbrücken-Aktiengesellschaft, die die Errichtung, den Wiederaufbau und den baulichen Unterhalt der Brücke finanziert hatte, schadlos zu halten. Gleichzeitig übernahm der Staat den gesamten Geldfonds dieser Aktiengesellschaft in Höhe von 147.000 Kronen, um damit die Aktien allmählich auslosen zu können. Allerdings kam es nur zu einer einzigen Auslosung am 1. Januar 1918. Durch die Auflösung Österreich-Ungarns und die Bildung der Tschechoslowakei gab es von staatlicher Seite andere Probleme zu lösen.
1919 bewilligte das Ministerium für öffentliche Arbeiten des tschechoslowakischen Staates für die Reparatur der hölzernen Brückenbahn Kč 38.000 und erhöhte die Summe im Frühjahr 1920 auf Kč 50.915,26. 1921 wurden weitere dringende Reparaturen der hölzernen Brückenbahn genehmigt. Diesmal betrug die Summe Kč 65,000. Im darauffolgenden Jahr wurden erneut Reparaturen erforderlich, die dafür notwendigen Geldsummen wurden immer höher. Damals waren es Kč 80.000. In den folgenden Jahren erhöhten sich die Kosten für die Sanierung der immer stärker befahrenen, aus Holz bestehenden Brückenbahn immer mehr. Aufgrund dieser Kostenexplosion und der Tatsache, dass die Kettenbrücke den modernen Anforderungen nicht mehr gewachsen war, erfolgte zu Beginn der 1930er Jahre deren Abriss. Auf den beiden Seitenpfeilern wurde 1933 die jetzige Tyrš-Brücke (Tyršův most) errichtet, benannt nach Miroslav Tyrš (1832–1884), dem aus Tetschen stammenden Mitbegründer der tschechischen Turnerbewegung Sokol.
Die Kaiserin-Elisabeth-Brücke hatte große Ähnlichkeit mit der Kettenbrücke in Budapest.